# Łukowica
Łukowica ist ein Dorf im Powiat Limanowski in der Woiwodschaft Kleinpolen. Es ist Sitz der gleichnamigen Landgemeinde mit etwa 9900 Einwohnern.

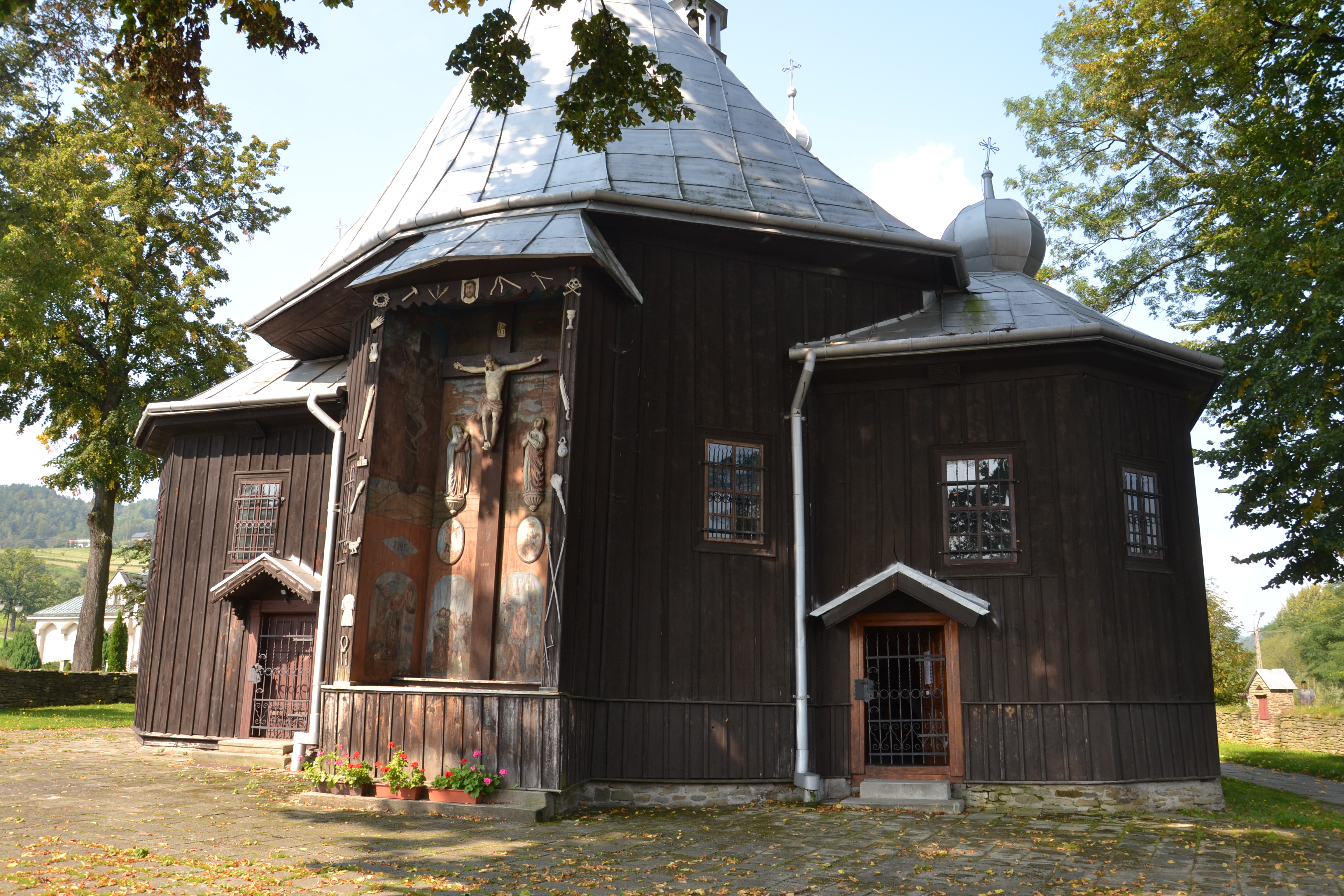
Alte Holzkirche

## Geographie
Łukowica liegt im Süden von Kleinpolen an der Grenze der Inselbeskiden im Nordwesten, des Sandezer Beckens, im Osten und den Sandezer Beskiden im Südosten. Etwa 40 Kilometer südlich von Łukowica verläuft die Staatsgrenze mit der Slowakei. Durch das Dorf fließt der Fluss Łukowica, der in Dunajec mündet. Die Region liegt im Einzugsgebiet der Weichsel. Nördlich des Dorfes verläuft die Landesstraße DK 28 Limanowa-Nowy Sącz. Die Entfernung nach Limanowa beträgt 12 Kilometer, nach Nowy Sącz 24 Kilometer und nach Krakau 76 Kilometer.

## Geschichte
Der Ort wurde im Jahr 1326 als Lucowicza erstmals urkundlich erwähnt.
Politisch und administrativ gehörte das private Dorf zum Königreich Polen (ab 1569 in der Adelsrepublik Polen-Litauen), Woiwodschaft Krakau, Kreis Sącz. 1444 wurde ein Teil des Dorfs nach deutschem Recht angelegt. In der Zeit der Reformation nach dem Jahr 1600 wurde die Ortskirche zum Sitz einer arianischen Gemeinde, d. h. der Polnischen Brüder. Angeblich wurden dort arianische Bücher gedruckt.
Nach der Teilung Polens 1772 gehörte Łukowica zum österreichischen Kronland Galizien. Während des Ersten Weltkriegs fand in der Gegend die Schlacht bei Limanowa–Lapanow 1914 statt. Nach dem Waffenstillstand 1918 wurde im November 1918 die Zweite Polnische Republik begründet. Mit dem Überfall auf Polen im September 1939 lag das Dorf im Distrikt Krakau des Generalgouvernements. Ende Januar 1945 wurde Łukowica von der Roten Armee eingenommen. Nach Kriegsende gehörte das Dorf von 1975 bis 1998 zu der Woiwodschaft Nowy Sącz, danach zur Woiwodschaft Kleinpolen.

## Gemeinde
Zur Landgemeinde (gmina wiejska) Łukowica gehören zehn Dörfer mit Schulzenämtern.

## Persönlichkeiten
- Michał Sędziwój (1566–1636), polnischer Diplomat, Philosoph, Alchemist und Arzt.